# 林業遺産
林業遺産（りんぎょういさん）は、一般社団法人日本森林学会が、100周年を契機として2013年度から選定を開始した、林業発展の歴史を示す景観、施設、跡地等や、体系的な技術、特徴的な道具類、古文書等の資料群である。
学会員により推薦された候補を林業遺産選定委員会で審議した上、理事会で承認を得ることにより選定される。2020年度までに45件が選定されている。

## 一覧

### 2013年
- 「太山の左知」をはじめとした興野家文書（栃木県）
- 旧木曾山林学校にかかわる林業教育資料ならびに演習林（長野県）
- 全国緑化行事発祥の地（茨城県）
- 木曾森林鉄道（遺産群）（長野県）
- 四国森林管理局保存の大正～昭和初期の林業関係写真（高知県）
- 飯能の西川材関係用具（埼玉県）
- いの町の森林軌道跡（高知県）
- 東京大学樹芸研究所岩樟園クスノキ林（静岡県）
- 大学演習林発祥の地：浅間山（千葉県鴨川市）（千葉県）
- 猪名川上流域の里山（台場クヌギ林）（兵庫県）

### 2014年
- 天然林施業実践の森「東京大学北海道演習林」（北海道）
- 飫肥林業を代表する弁甲材生産の歴史（宮崎県）
- 吉野林業（奈良県）
- 越前オウレンの栽培技術（福井県）

### 2015年
- 若狭地域に継承された研磨炭の製炭技術（福井県）
- 若狭地域の里山における熊川葛の生産技術（福井県）

### 2016年
- 伊豆半島の森林史に関する資料（静岡県）
- 小石原の行者杉（福岡県）
- 屋久島の林業集落跡及び森林軌道跡（鹿児島県）
- 蒸気機関車「雨宮21号」と武利意・上丸瀬布森林鉄道遺構群（北海道）
- 初代保護林 白髪山天然ヒノキ林木遺伝資源保存林（高知県）
- 木曽式伐木運材図会（長野県）
- 足尾における治山事業による緑の復元（栃木県）

### 2017年
- 矢部村における木馬道と木場作林業（福岡県）
- 我が国初の森林鉄道「津軽森林鉄道」遺構群及び関係資料群（青森県）
- 旧帝室林野局木曽支局庁舎および収蔵資料群（長野県）
- 日本近代砂防の祖・諸戸北郎博士の設計による渓間工事建造物群（愛知県）
- 遠山森林鉄道の資料および道具類・遺構群（長野県）
- 海部の樵木林業（徳島県）
- 進徳の森と中村弥六の関連資料群（長野県）
- 北山林業（京都府）

### 2018年
- 十勝三股の林業集落跡地と森林景観（北海道）
- 木地師文化発祥の地 東近江市小椋谷（滋賀県）
- 琉球王朝時代の多良間島の「抱護」と『林政八書』（沖縄県）
- 郡上林業の歴史と技術を伝承する資料・展示と社叢林（岐阜県）

### 2019年
- 湯野風穴種子貯蔵施設遺構（福島県）
- 大日本山林会の林業文献センターと収集資料群（東京都）
- 平蔵沢ヒバ人工林施業展示林（岩手県）
- 米沢市の山との暮らしを伝える遺産群：草木塔群と木流し（山形県）
- 再度山の植林と関連資料(兵庫県）
- 大型木製水車駆動帯鋸製材装置一式（岡山県）[3]

### 2020年
- 川浦山御用木御伐出絵図（群馬県）
- 秋田藩家老渋江政光の林業思想に関する古文書及び石碑（秋田県）
- 坪毛沢ヒバ木製治山堰堤群（青森県）
- 甲賀の前挽鋸製造および流通に関する資料群（滋賀県）[4]